# Stefan Pfeifer-Galilea
Stefan Pfeifer-Galilea (* 1961 als Stefan Pfeifer) ist ein deutscher Jazzmusiker (Altsaxophon, Klarinette, Flöten, Komposition, Arrangement).

## Leben und Wirken
Pfeifer-Galilea studierte Jazz-Saxophon, Komposition und Arrangement an der Hochschule für Musik Köln. Ab 1982 arbeitete er als Erster Altist in diversen Big Bands, darunter der Köln-Big Band, dem King of Swing Orchestra, der Frankfurt-Big Band und der Formation von Thilo Berg. Als Gast spielte er ab 1990 bei den Rundfunkbigbands des WDR, des HR, des NDR, des SDR und des Rias. Auch gehörte er seit 1996 zur Bigband von Paul Kuhn und später zu der von Deutschland sucht den Superstar. Im Jahr 1997 holte ihn Bob Brookmeyer in sein New Art Orchestra. Seit 2006 leitet er gemeinsam mit Andy Haderer ein Quintett.
Pfeifer-Galilea ist auf Alben von Bobby Shew, Paul Heller, Rolf Kühn, Klaus Weiss und Dave Douglas, aber auch von Nana Mouskouri zu hören. Als Komponist und Arrangeur arbeitete er u. a. für HR, NDR, WDR, die Big Band der Bundeswehr, Pepe Lienhard, den Deutschen Fernsehpreis sowie Let’s Dance.
Von 1991 bis 1995 war er Dozent an der Hochschule der Künste Arnheim. Mit Gabriel Pérez, Stephan Schulze und Thomas Haberkamp leitet er das JugendJazzOrchester NRW, das auch einige seiner Werke eingespielt hat.